# 紀橡姫
紀 橡姫（き の とちひめ、生年不詳 - 和銅2年9月14日（709年10月21日）？）は、飛鳥時代の女性。紀諸人の娘で、志貴皇子（施基親王）の妃。光仁天皇 （今日の皇室の祖）、難波内親王の生母。贈皇太后。

## 略歴
大宝律令で考課の成選・選限の制度が定められていた事から701年年時点で父紀諸人が外八位または八位ではないので、資人として志貴皇子に出仕した可能性は無いので、妻問婚によって側室となったと考えられる。
志貴皇子との間に、難波女王（のち難波内親王）、白壁王（のち光仁天皇）を産んだ。
宝亀元年（770年）に所生の白壁王が光仁天皇として即位するが、すでに母の橡姫は没しており、即位の翌年の宝亀2年（771年）12月、皇太后を追贈された。陵墓は「春日宮天皇妃陵」（桜井市吉隠・宇陀市榛原角柄）。